# 克萊因斯鎮區 (北卡羅萊納州卡托巴縣)
克萊因斯鎮區（英語：Clines Township）是位於美國北卡羅萊納州卡托巴縣的一個鎮區。

## 地方資料
克萊因斯鎮區的面積為161.90平方千米，當中陸地面積為156.65平方千米，而水域面積為5.25平方千米。根據2020年美國人口普查的數據，當地共有人口24939人，而人口密度為每平方千米154.04人。